# 拉维尔欧达姆
拉维尔欧达姆（法語：La Ville-aux-Dames，法語發音：[la vil o dam]）是法国安德尔-卢瓦尔省的一个市镇，位于图尔市区东部，属于图尔区。

## 地理
拉维尔欧达姆（47°23'45"N, 0°45'52"E）面积8 平方千米，位于法国中央-卢瓦尔河谷大区安德尔-卢瓦尔省，该省份为法国中西部省份，北起萨尔特省、东北接卢瓦-谢尔省，东南接安德尔省，南至维埃纳省，西临曼恩-卢瓦尔省。
与拉维尔欧达姆接壤的市镇（或旧市镇、城区）包括：拉尔赛、卢瓦尔河畔蒙卢伊、罗什科尔邦、圣皮埃尔代科尔、武夫赖。
拉维尔欧达姆的时区为UTC+01:00、UTC+02:00（夏令时）。

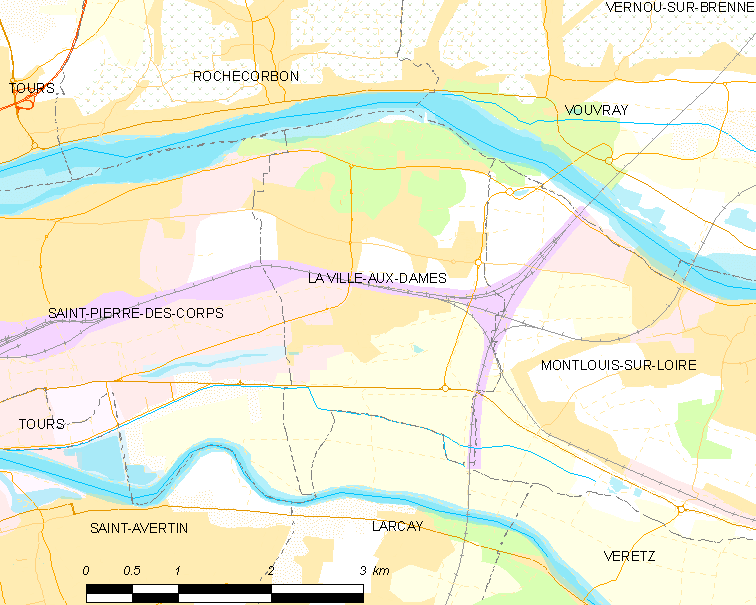
拉维尔欧达姆的OSM定位图

## 行政
拉维尔欧达姆的邮政编码为37700，INSEE市镇编码为37273。

## 政治
拉维尔欧达姆所属的省级选区为卢瓦尔河畔蒙卢伊县。

## 交通
图尔公交50路经过境内。

## 人口

1962-2008年间拉维尔欧达姆人口变化图示

拉维尔欧达姆于2022年1月1日时的人口数量为5575人。